# Leutenbach (Oberfranken)
Leutenbach er en kommune i Landkreis Forchheim i Regierungsbezirk Oberfranken i den tyske delstat Bayern. Den er en del af Verwaltungsgemeinschaft Kirchehrenbach.

## Geografi
Leutenbach ligger mellem Erlangen og Bayreuth.

### Bydele og nabokommuner
Til kommunen hører ud over hovedbyen, landsbyerne Dietzhof, Ortspitz, Seidmar, Mittelehrenbach og Oberehrenbach.
Nabokommuner er (med uret fra nord):
 Kirchehrenbach, Pretzfeld, Egloffstein, Gräfenberg, Kunreuth, Pinzberg, Wiesenthau.
- Wikimedia Commons har flere filer relateret til Leutenbach (Oberfranken)